# Kvarntjärnen (Gustav Adolfs socken, Värmland, 666367-139274)
Kvarntjärnen är en sjö i Hagfors kommun i Värmland och ingår i Göta älvs huvudavrinningsområde. Sjön är 6 meter djup, har en yta på 0,0921 kvadratkilometer och är belägen 251,9 meter över havet.

## Delavrinningsområde
Kvarntjärnen ingår i det delavrinningsområde (666256-139333) som SMHI kallar för Utloppet av Upplunden. Medelhöjden är 243 meter över havet och ytan är 17,27 kvadratkilometer. Räknas de 2 avrinningsområdena uppströms in blir den ackumulerade arean 70,41 kvadratkilometer. Tranebergsälven som avvattnar avrinningsområdet har biflödesordning 3, vilket innebär att vattnet flödar genom totalt 3 vattendrag innan det når havet efter 375 kilometer. Avrinningsområdet består mestadels av skog (68 procent). Avrinningsområdet har 2,83 kvadratkilometer vattenytor vilket ger det en sjöprocent på 16,4 procent.